# Анатомија птица
Анатомија птица или физиолошка структура тела птица показује многе јединствене адаптације, које углавном потпомажу лет. Птице имају лак скелетни систем, али снажну мускулатуру која, заједно са системима за дисање и циркулацију, изузетно побољшава метаболизам и снабдевање кисеоником, омогућавајући тако птицама лет. Развој кљуна код птица довео је до разних еволутивних адаптација система за варење.

## Скелетни систем
Скелет птица је веома прилагођен лету. Изузетно је лаган, али довољно јак да издржи напоре узлетања, лета и слетања. Једна од кључних еволутивних адаптација је  спајање више костију у јединствену целину (симфиза), за шта је пример пигостил. Због овога, птице обично имају мањи број костију у односу на друге терестријалне кичмењаке. Птице такође немају зубе, чак ни праву вилицу, а уместо тога имају кљун, који је знатно лакши. Кљунови младих, тек излеглих птица, имају израслину која се зове јајетов зуб, која им олакшава излазак из јајета тако што омогућава ломљење амнионске љуске, а када се птићи излегну, ова израслина убрзо отпада.
Многе кости код птица су шупље (пнеуматизоване), са унутрашњим решеткама које им дају снагу. Број шупљих костију варира од врсте до врсте, с тим да веће птице имају већи број истих. Респираторни систем често формира шупље ваздушне кесе око полушупљих костију скелета птица.
Кости водених птица су често мање шупље од осталих врста. Код гњураца и морских папагаја готово да уопште нема шупљих костију. Нелетачице, као што су ној и ему, представљају пример коштаног пнеуматизма, где се јављају и пнеуматизоване фемурне кости, а код емуа се јавља и пнеуматизација вратних пршљенова.
Птице имају више вратних пршљенова у односу на друге врсте животиња; већина врста има веома флексибилан врат који се састоји из 13-25 пршљенова. Птице су једине животиње које имају спојену кључну и грудну кост, односно имају специфичну кост - карину. Кобилице код грудне кости имају улогу да придржавају мишиће који служе за лет, односно за пливање, код пингвина. Опет, нелетачице, као што су нојеви, немају високо развијене грудне мишиће нити наглашену кобилицу грудне кости. Пливачице имају широку грудну кост, птице које се крећу по земљи уску, али високу грудну кост, док летачице имају грудну кост чија је ширина приближно једнака висини.
Лобања се састоји од пет костију: фронталне (горњи део главе), паријеталне (задњи део главе), премаксиларне и назалне (горњи део кљуна) и мандибуле (доњи део кљуна). Просечна птичја лобања тежи 1% укупне тежине птице. Око заузима значајни део лобање и окружено је склеротичним очним прстеном, прстеном ситних костију. Ове карактеристике се такође срећу и код гмизаваца.
Кичмени стуб се састоји од пршљенова и подељен је на три дела: вратни (11—25), леђни и карлични и репни део.
Груди се састоје од куркуле (јадац) и коракоидне/рамене кости, које, заједно са лопатицом, формирају грудни појас. Бочне стране грудног дела испуњене су ребрима, која се сусрећу у грудној кости, на средини груди.
Рамена се састоје од лопатице, коракоидне кости и надлактице. Надлактица се спаја са подлактицом формирајући лакат. Карпус и метакарпус чине зглоб и руку, а кости прстију су спојене. Кости крила су изузетно лаке, тако да птица може лакше да лети.
Кукови се састоје од карлице, коју чине три кости: illium, ischium и pubis. Ове кости спојене су и формирају карлицу (брахиоцефалну кост). Брахиоцефална кост је значајно еволуирала да би омогућила птицама да полажу јаја. На кукове се надовезују бутне кости, које, спајајући се са потколеницом формирају колено. Кости ноге код птица су најтеже, што омогућава птицама да имају низак центар гравитације, што додатно потпомаже лету. Скелет птица тежи свега 5% укупне тежине птице.

## Мишићни систем
Већина птица има око 175 различитих мишића, углавном оних који контролишу крила, кожу и ноге. Највећи мишићи птице су пекторални или грудни мишићи, који контролишу крила и теже 15-25% укупне тежине птице. Они омогућавају снажан замах крила неопходан за лет. Мишић који се налази испод пекторалног је супракоракоидеус. Он одржава крила између два замаха. Оба ова мишића повезана су са кобилицом и грудном кости. Ова појава је изузетна, с обзиром да су мишићи који покрећу горње екстремитете код осталих кичмењака углавном смештени у задњем делу кичме. Супракоракоидеус и пекторални мишић заједно теже 25-35% укупне тежине птице.
Мишићи коже помажу птици да покреће своје перје, које јој омогућава да врши маневре током летења.
Постоји само неколико мишића у пределу задњице и репа, али су веома важни и од суштинског значаја за птице. Пигостил контролише све покрете репа и покрете перја у репу. Ово даје репу већу површину која одржава птицу у лету.

## Респираторни систем
Због високог метаболизма потребног за летење, птице захтевају велике количине кисеоника. Њихов врло ефикасан систем за дисање помаже им да испуне све захтеве. Иако имају плућа, дисање птица се углавном ослања на ваздушне кесе. Док су плућа птица мања у односу на друге сисаре, ваздушне кесе заузимају 15% укупне запремине тела, у поређењу са 7% запремине коју заузимају плућа код осталих сисара. Зидови ових кеса нису довољно прокрвљени, тако да они не играју директну улогу у размени гасова, већ само представљају резерву ваздуха за плућа. Птице немају дијафрагму, тако да уместо ширења и скупљања дисајних органа, што се среће код кичмењака, ваздушне кесе одржавају стални волумен плућа, тако да кисеоник стално тече у једном правцу кроз њих.
Три различита органа обављају дисање - предње ваздушне кесе, плућа и задње ваздушне кесе. Обично постоји девет ваздушних кеса код птица, мада тај број може да варира од седам до дванаест, зависно од врсте птице. Код птица певачица број ваздушних кеса је седам, јер су углавном предње ваздушне кесе спојене у једну. Током удисаја, ваздух прво пролази кроз ноздрве, где се загрева, влажи и филтрира. Одатле, ваздух даље пролази кроз трахеју и наставља даље до дела где се трахеја дели на две бронхије, с тим да ваздух улази у примарну или мезобронхију. Мезобронхија доводи ваздух до задњих ваздушних кеса. Одатле је ваздух приморан да се враћа назад, овога пута кроз палеопарабронхију (обично звана парабронхија), где се обавља размена гасова, а након тога одлази у предње ваздушне кесе. Ваздух из предњих ваздушних кеса враћа се назад у трахеје, тако да кроз ноздрве излази у спољашњу средину у виду издисаја.
Плућа птица немају алвеоле, као што је случај код осталих сисара, већ садрже милионе сићушних пролаза познатих као парабронхије, које су повезане са дорзобронхијом и вентробронхијом. Ваздух струји изнутра кроз паралелне, шупљикаве зидове парабронхија у ваздшне кесе, које се зову преткоморе, и које се пружају радијално од парабронхија. Ове преткоморе доводе ваздух до капилара, где се дифузијом размењују кисеоник и угљен-диоксид. Све врсте птица, са изузетком пингвина, имају непулмноналне парабронхије. Ове неорганизоване, непаралелне цеви пружају се између мезобронхија до задњих ваздушних кеса и у задње, секундарне броније. За разлику од палеопарабронхија, струјање ваздуха кроз непулмоналне броније је двосмерно, у поређењу са једносмерним протоком кроз парабронхије. Неопулмоналне парабронхије никада не чине више 25% површине за размену гасова.

## Систем за циркулацију
Птице имају четворокоморно срце, што је њихова заједничка особина са људима, сисарима и неким гмизавцима (углавном крокодилима). Ова адаптација омогућила је ефикасну апсорпцију хранљивих материја и транспорта кисеоника кроз тело, пружајући птици енергију потребну за летење и одржавање високог нивоа активности. Срце црвеногрлог колибрија куца око 120 пута у минути, тј. око 20 пута у секунди.

## Систем за варење
Многе птице поседују мишићну кесу дуж једњака која се зове вољка. Вољка има улогу да омекша храну и регулише проток исте кроз систем, тако што је чува одређено време. Величина и облик вољке варирају од врсте до врсте. Птице из реда голупчарки, попут голубова, производе хранљиво млеко у вољки којим хране своје младунце. Птице поседују желудац састављен од четири мишићне траке које ротирају и мрве храну померајући је из једног у други део желуца. Желудац неких птица садржи и ситно камење које је птица прогутала, а оно помаже у варењу, тако што додатно ситни храну и тако чини замену зубима, које птице, за разлику од сисара, не поседују. Желудачно камење представља сличност између птица и диносауруса, који су користили камење под називом гастролит, што је утврђено на основу фосилних остатака.

### Испијање воде
Постоје четири начина како птице могу да пију воду: користећи гравитацију, сисајући, користећи језик или користити воду из хране.
Већина птица није способна да прогута воду процесом сисања или пумпања перисталтике у свом једњаку (као што могу људи), већ то чине тако што више пута нагињу главу након што напуне уста водом и допуштају тако гравитацији да повуче течност ка једњаку - метод који се обично назива пијуцкање.
Многе морске птице имају жлезде у близини очију које им омогућавају да пију морску воду. Вишак соли из морске воде избацују из организма преко ноздрва. Пустињске врсте птица сву потребну воду добијају из хране. Елиминација азотних отпада попут мокраћне киселине смањује физиолошку потребу за водом.

## Репродуктивни и урогенитални систем
Мужјаци птица имају два тестиса који постају неколико стотина пута већи током сезоне парења да би производили сперму. Тестиси мужјака су углавном асиметрични, тако да већина птица има већи леви тестис. Женке птица у већини случајева имају само један функционалан јајник (леви) који је повезан са јајоводом, иако су током ембрионалног развића птице присутна оба јајника. Неке врсте птица имају два функционална јајника, а ред Apterygiformes увек задржава оба јајника.
Већина птица нема фалус. Код мужјака без фалуса, сперма се чува у семеним гломерама у оквиру клоакалних квржица пре копулације. Током копулације, женка помера свој реп у страну, а мужјак се намешта на женку отпозади, спреда или се налази близу ње. Клоаке се затим додирују, тако да сперма може ући у репродуктивни тракт женке. Овај процес се одвија веома брзо, тако да некад може трајати и мање од пола секунде.
Сперма се чува у посебним тубулама женке, и ту остаје од недељу дана до чак 100 дана, зависно од врсте. Јаја ће затим бити оплођена појединачно, након што напусте јајник, а пре него што буду калцификована (за врсте које производе тврде љуске) у јајоводу. Након што је ембрион створен у телу женке, он наставља да се развија у спољашњој средини.
Многе водене птице, а и неке друге, као што су ној и ћурка, поседују фалус (ова појава сматра се примитивном, с обзиром да су еволуцијом све птице изгубиле фалус). Сматра се да дужина органа има везе са конкуренцијом међу мужјацима код врста које се паре више пута у току једне сезоне. Сперма допремљена ближе јајницима има већу шансу да оплоди исте. Дужи и компликованији изглед фалуса јавља се код оних врста чије женке имају необичне анатомске карактеристике вагине (као што су ћорсокак вреће или материце са намотајима у смеру казаљке на сату). Код ових врста копулација је насилна и женска сарадња најчешће није потребна; способност женке да спречи оплођење дозвољава женки да одабере оца за своје потомство. Ван сезоне парења, фалус је сакривен у проктодеуму у оквиру клоаке.